# Qualificazioni al campionato europeo maschile di calcio 2000 - Gruppo 8

## Classifica
| Pos. | Squadra    | P.ti | G | V | P | S | RF | RS | DR  |
| ---- | ---------- | ---- | - | - | - | - | -- | -- | --- |
| 1    | Jugoslavia | 17   | 8 | 5 | 2 | 1 | 18 | 8  | +10 |
| 2    | Irlanda    | 16   | 8 | 5 | 1 | 2 | 14 | 6  | +8  |
| 3    | Croazia    | 15   | 8 | 4 | 3 | 1 | 13 | 9  | +4  |
| 4    | Macedonia  | 8    | 8 | 2 | 2 | 4 | 13 | 14 | -1  |
| 5    | Malta      | 0    | 8 | 0 | 0 | 8 | 6  | 27 | -21 |

## Risultati
| Arbitro: | Pereira |

|                               |           |  |
| Irwin 4’ (rig.) Roy Keane 16’ | Marcatori |  |

| Arbitro: | Wegereef |

|                                  |           |  |
| Božinov 20’, 47’ Šakiri 70’, 76’ | Marcatori |  |

| Arbitro: | Benedik |

|                 |           |                                       |
| Suda 29’ (rig.) | Marcatori | 54’ Šimić 67’, 74’ Vugrinec 82’ Šuker |

| Arbitro: | Levnikov |

|                          |           |                        |
| Šuker 16’ Boban 45’, 70’ | Marcatori | 2’ Ćirić 55’ Šainovski |

| Arbitro: | Olsen |

|                                                         |           |  |
| Robbie Keane 17’, 19’ Roy Keane 54’ Quinn 62’ Breen 82’ | Marcatori |  |

| Arbitro: | Shmolik |

|              |           |                                |
| Sixsmith 69’ | Marcatori | 49’ Nikolovski 63’ Zaharievski |

| Arbitro: | Nilsson |

|               |           |  |
| Mijatović 64’ | Marcatori |  |

| Arbitro: | Garibian |

|  |           |                              |
|  | Marcatori | 22’, 55’ Nađ 90+1’ Milošević |

| Arbitro: | Dallas |

|             |           |           |
| Hristov 80’ | Marcatori | 20’ Šuker |

| Arbitro: | Norman |

|                                                |           |           |
| Mijatović 34’ Milošević 48’, 90’ Kovačević 74’ | Marcatori | 6’ Saliba |

| Arbitro: | Meier |

|           |           |  |
| Quinn 60’ | Marcatori |  |

| Belgrado 18 agosto 1999, ore 19:30 UTC+1 | Jugoslavia | 0 – 0 referto | Croazia | Stadio Stella Rossa (48.282 spett.)\| Arbitro: \| Nielsen \| |
| Arbitro:                                 | Nielsen    |               |         |                                                              |

| Arbitro: | Uzunov |

|                      |           |              |
| Stanić 34’ Soldo 55’ | Marcatori | 60’ Carabott |

| Arbitro: | Collina |

|                              |           |               |
| Robbie Keane 54’ Kennedy 69’ | Marcatori | 60’ Stanković |

| Arbitro: | Vega |

|             |           |  |
| Šuker 90+1’ | Marcatori |  |

| Arbitro: | Frisk |

|                                  |           |                  |
| Stojković 37’, 54’ Savićević 77’ | Marcatori | 64’ (rig.) Ćirić |

| Arbitro: | Micheľ |

|                      |           |                                                            |
| Šakiri 60’ Ćirić 90’ | Marcatori | 1’ Milošević 4’ (aut.) Babunski 14’ Stanković 38’ Drulović |

| Arbitro: | Corpodean |

|                              |           |                                  |
| Said 61’ Carabott 68’ (rig.) | Marcatori | 13’ Keane 20’ Breen 72’ Staunton |

| Arbitro: | García-Aranda |

|                       |           |                             |
| Bokšić 20’ Stanić 47’ | Marcatori | 26’ Mijatović 31’ Stanković |

| Arbitro: | Marín |

|                |           |           |
| Stavrevski 90’ | Marcatori | 18’ Quinn |

## Statistiche

### Classifica marcatori
4 reti
- Davor Šuker
- Savo Milošević
- Robbie Keane

3 reti
- Savo Milošević
- Dejan Stanković
- Saša Ḱiriḱ
- Artim Šakiri
- Niall Quinn

2 reti
- Zvonimir Boban
- Mario Stanić
- Davor Vugrinec
- Albert Nađ
- Dragan Stojković
- Risto Božinov
- David Carabott
- Gary Breen
- Roy Keane

1 rete
- Alen Bokšić
- Dario Šimić
- Zvonimir Soldo
- Ljubinko Drulović
- Darko Kovačević
- Dejan Savićević
- Gjorgji Hristov
- Igor Nikolovski
- Dževdet Šainovski
- Goran Stavrevski
- Srdjan Zaharievski
- Brian Said
- Nicky Saliba
- Paul Sixsmith
- Hubert Suda
- Denis Irwin
- Mark Kennedy
- Steve Staunton

autoreti
- Boban Babunski (pro Jugoslavia)